# Kilima
Kilima is een geslacht van spinnen uit de  familie van de wielwebspinnen (Araneidae).

## Soorten
- Kilima conspersa Grasshoff, 1970
- Kilima decens (Blackwall, 1866)
- Kilima griseovariegata (Tullgren, 1910)